# Bowerbankia arctica
Bowerbankia arctica är en mossdjursart som beskrevs av Busk 1880. Bowerbankia arctica ingår i släktet Bowerbankia och familjen Vesiculariidae. Inga underarter finns listade i Catalogue of Life.